# Ludwik Karol Teichmann

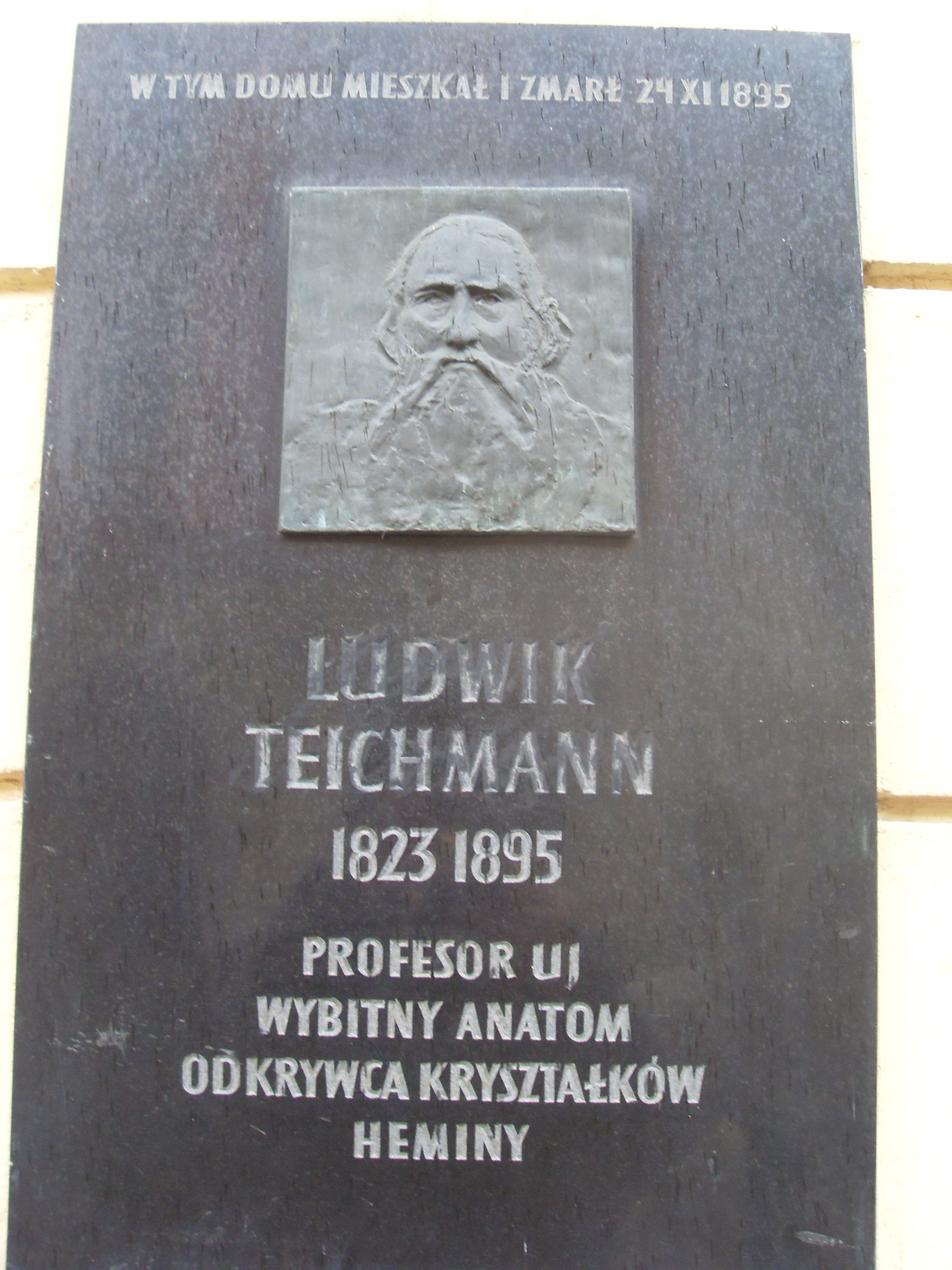
Tablica pamiątkowa upamiętniająca Ludwika Teichmanna

Ludwik Karol Teichmann także: Teichmann-Stawiarski (ur. 6 września 1823 w Lublinie, zm. 24 listopada 1895 w Krakowie) – polski lekarz anatom, odkrywca nowej drogi badań w medycynie sądowej (kryształków heminy, zwanych kryształkami Teichmanna), kalwinista. Rektor Uniwersytetu Jagiellońskiego w roku akademickim 1877/1878. Wiceprezes Polskiej Akademii Umiejętności w latach 1878–1890.

## Życiorys
Był bratankiem krakowskiego pastora ewangelicko-reformowanego Fryderyka Jakuba Teichmanna, a synem lekarza Jakuba Władysława Teichmanna (zm. 1825) i Tekli Olszewskiej (1785–1825). Szkoły średnie skończył w Radomiu, studiował najpierw teologię ewangelicką na Uniwersytecie Dorpackim, by wzorem przodków zostać pastorem kalwińskim. Podobno planom tym przeszkodził pojedynek, w którym Ludwik Karol wziął udział. By uniknąć rosyjskich represji w 1850 roku Ludwik Karol wyjechał na zachód i zaczął studiować medycynę na uniwersytetach w Heidelbergu i w Getyndze, 15 grudnia 1855, ukończywszy studia lekarskie otrzymał tytuł doktora medycyny, chirurgii i położnictwa. W dniu 24 lipca 1859 uzyskał veniam legendi w zakresie anatomii i fizjologii, co było równoznaczne z habilitacją a także otworzyło mu drogę do profesury nadzwyczajnej. W 1861 zdecydował się opuścić Getyngę i przyjechał do Krakowa, by objąć Katedrę Anatomii Patologicznej Uniwersytetu Jagiellońskiego. W 1868 roku, po ustąpieniu prof. Antoniego Kozubowskiego przeszedł na Katedrę Anatomii Opisowej UJ. W 1872 Teichmannowi powierzono godność dziekana Wydziału Lekarskiego UJ, a w 1877 roku obrano go rektorem Uniwersytetu Jagiellońskiego. 

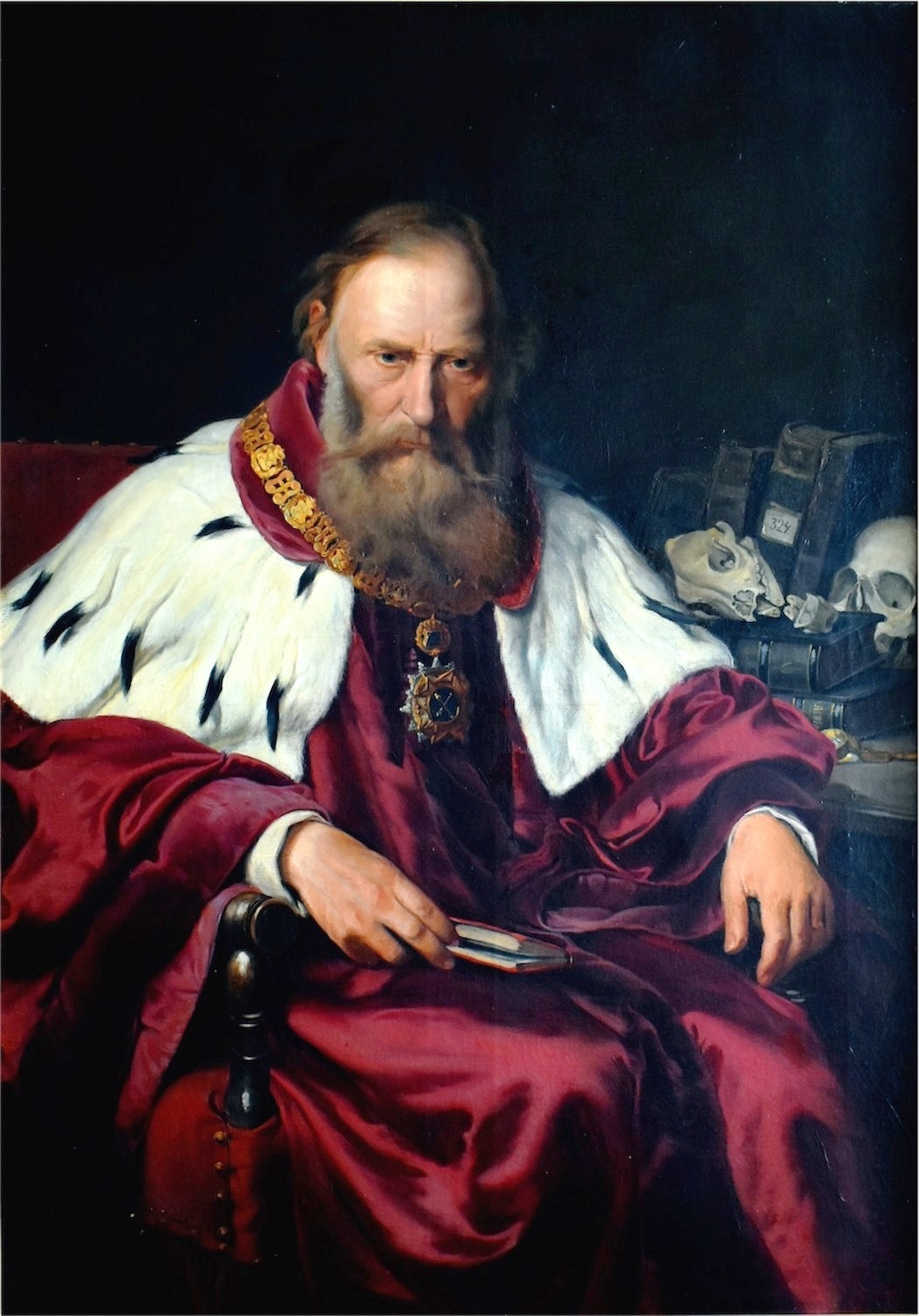
portret Ludwika Teichmanna autorstwa Kazimierza Pochwalskiego z 1889

Jego badania naczyń limfatycznych cieszyły się uznaniem środowiska lekarskiego, a za preparaty anatomiczne otrzymał nagrody na wystawach powszechnych w Paryżu i Wiedniu.
W 1853 odkrywca heminy (chloroheminy, kryształków Teichmanna): krystalicznej postaci barwnika krwi. Dopiero od momentu tego odkrycia polskiego uczonego była możliwa jednoznaczna ocena plam pozostawionych na miejscu przestępstwa, jako pochodzących od człowieka lub będących wynikiem działania innych substancji. Badania Teichmanna otworzyły drogę dla wszystkich późniejszych chemicznych badań nad hemoglobiną.
Ogłosił obszerne dzieło z 18 tablicami Das Saugadersystem (Lipsk, 1861), a także liczne rozprawy, jak Über das Hämatin (w „Henles Zeitschrift für Ration. Medizin”, 1856), Badania anatomiczne w przedmiocie objętości komórek sercowych (w „Roczniku Towarzystwa Naukowego Krakowskiego”, t. VIII, 1864), O wartości niektórych nowszych badań chłonic, tudzież naczyniach limfatycznych krtani (tamże, t. XIX, 1871). Do dzieła autorstwa Luschki Der Kehlkopf des Menschen (Tybinga, 1871) opracował rozdział o naczyniach limfatycznych krtani.
W zawartym w 1862 roku małżeństwie z Anną Loebenstein (1839–1913) miał cztery córki i dwóch synów (zmarłych bezpotomnie). Córka Helena (1864–1944?), po mężu baronowa Lesser, została zamordowana (z dwiema córkami) podczas powstania warszawskiego.
W 1894 roku Teichmann przeszedł w stan spoczynku z tytułem radcy dworu. Cierpiał już wówczas na postępująca chorobę nowotworową, która go ostatecznie pokonała. Pochowany na cmentarzu Rakowickim w Krakowie (kwatera W płn.-zach.).

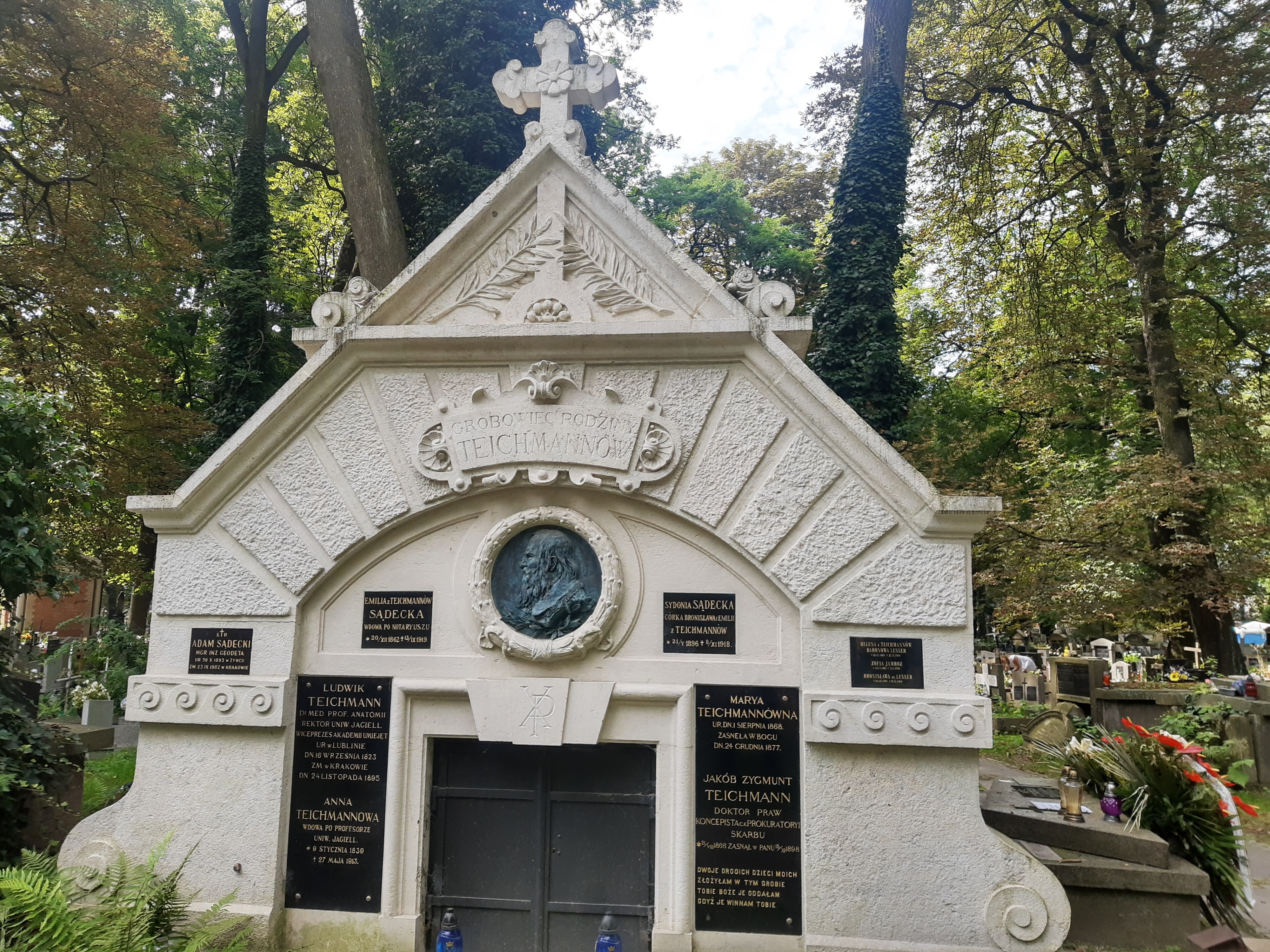
Grób prof. Ludwika Teichmanna na cmentarzu Rakowickim